# 4224-es mellékút (Magyarország)
A 4224-es számú mellékút egy bő 7 kilométer hosszú, négy számjegyű országos közút Hajdú-Bihar vármegyében; Bakonszeget köti össze Zsákával.

## Nyomvonala
Bakonszeg központjában ágazik ki a 4213-as útból, annak a 18,450-es kilométerszelvényénél, dél-délkeleti irányban. Mintegy 300 méter után kilép a lakott területről, keresztezi a Berettyó folyását, majd a túlparton, mintegy 600 méter megtétele után nyugat-délnyugati irányba fordul. Később még délebbi irányt vesz, 2 kilométer után átlép Zsáka területére, 2,5 kilométer megtétele után pedig már egyértelműen déli irányban húzódik. 6 kilométer után éri el Zsáka lakott területét, ott a Kossuth utca nevet veszi fel, úgy is ér véget, a település központjában, beletorkollva a 4253-as útba, kevéssel annak az 5. kilométere előtt.
Teljes hossza, az országos közutak térképes nyilvántartását szolgáló kira.gov.hu adatbázisa szerint 7,042 kilométer.

## Települések az út mentén
- Bakonszeg
- Zsáka